# Monte Obachelle
Il Monte Obachelle (1.476 m s.l.m.) è una montagna, del Massiccio del Monte Cairo situata nel Lazio, in provincia di Frosinone, nei territori comunali di Colle San Magno, dove si trova la vetta, e di Casalattico. È facilmente raggiungibile sia da Colle San Magno che da Casalattico percorrendo a piedi il sentiero che si snoda fin sopra la vetta. Dalla sua cima è possibile ammirare la splendida Valle di Comino, le vette delle Mainarde, le zone limitrofe a Posta Fibreno e la zona del Cassinate. Il sentiero che parte da Colle San Magno offre la possibilità di ammirare l'antica miniera di asfalto.